# Olimpíades clandestines
Olimpíades clandestines (originalment en italià, L'olimpiade nascosta) és una minisèrie de televisió italiana que es va estrenar els dies 27 i 28 de maig de 2012 a Rai 1. S'ha doblat al valencià per a À Punt.

## Audiència
| Episodi | Data d'emissió original | Espectadors | Quota de pantalla |
| ------- | ----------------------- | ----------- | ----------------- |
| 1       | 27 de maig de 2012      | 4.072.000   | 17,63%            |
| 2       | 28 de maig de 2012      | 5.097.000   | 20,32%            |